# سكوت تايلور (لاعب كرة قاعدة أمريكي)
سكوت تايلور (بالإنجليزية: Scott Taylor)‏ هو لاعب كرة قاعدة أمريكي، ولد في 3 أكتوبر 1966 في توبيكا في الولايات المتحدة.

## وصلات خارجية
- سكوت تايلور (لاعب كرة قاعدة أمريكي) على موقعبيزبول رفرنس.كوم (الدوري الرئيسي) (الإنجليزية)
- سكوت تايلور (لاعب كرة قاعدة أمريكي) على موقعبيزبول رفرنس.كوم (الدوري الثانوي) (الإنجليزية)
- سكوت تايلور (لاعب كرة قاعدة أمريكي) على موقع مشجعي الرسوم البيانية (الإنجليزية)